# Александров Михайло Миколайович
Михайло Миколайович Александров (нар. 22 березня 1932, Ленінград — пом. 15 лютого 1993, Миколаїв) — доктор технічних наук (1973), професор (1975), ректор Миколаївського кораблебудівного інституту імені адмірала Макарова, Заслужений діяч науки і техніки УРСР (1991).

## Життєпис
- 22 березня 1932 р. — народився у Ленінграді в сім'ї вчителів.
- 1949—1955 рр. — студент Ленінградського кораблебудівного інституту (ЛКІ).
- 1955 р. — закінчив ЛКІ за фахом «суднобудування».
- 1955—1956 рр. — конструктор II категорії ЦКБ «Балтсудопроект» у Ленінграді.
- 1956—1957 рр. — інженер-конструктор у відділі нового суднобудування ПКБ Головного управління Дніпровського річкового пароплавства при Раді Міністрів УРСР (м. Київ).
- 1957—1960 рр. — аспірант при кафедрі конструкції корпусу суден ЛКІ.
- 1960 р. — викладач кафедри будівельної механіки корабля ЛКІ.
- 1962 р. — викладач, а потім старший викладач кафедри будівельної механіки корабля ЛКІ.
- 1962 р. — захистив дисертацію на здобуття наукового ступеня кандидата технічних наук на тему «Умови роботи якірних канатів».
- 1963 р. — керував практикою студентів у НДР.
- 1963—1964 рр. — заступник декана кораблебудівного факультету ЛКІ.
- 1964—1965 рр. — десятимісячне науково-педагогічне стажування в Англії.
- 1968 р. — доцент кафедри будівельної механіки корабля ЛКІ.
- 1968 р. — у видавництві «Судостроение» вийшов у світ його підручник «Судовые устройства».
- 1969 р. — участь у міжнародній нараді зі стандартизації ІСО у м. Київ.
- 1969—1970 рр. — десятимісячне науково-педагогічне відрядження до Мічиганського університету в США.
- 1970 р. — обраний членом Спілки морської архітектури і морських інженерів у Нью-Йорку (SNAME).
- 1971 р. — затверджений у вченому званні доцента.
- 1972 р. — захистив дисертацію на здобуття наукового ступеня доктора технічних наук на тему «Ефективність суднових рятувальних засобів і проблеми їх нормування».
- 1973 г. — рішенням колегії ВАК СРСР присуджено науковий ступінь доктора технічних наук.
- 1974—1975 рр. — професор кафедри конструкції корпусу суден ЛКІ.
- 1974—1975 рр. — наукове відрядження у Велику Британію та Норвегію по лінії Мінморфлоту СРСР.
- 1975 р. — почесний член Національного американського географічного товариства у м. Вашингтон.
- 1975 р. — декан вечірнього факультету ЛКІ.
- 1975 р. — затверджений у вченому званні професора і призначений ректором Миколаївського кораблебудівного інституту (МКІ).
- 1976 р. — брав участь у засіданні Міжнародної організації зі стандартизації в м. Генуя (Італія) (ISO / ТК8 / ПК9).
- 1976 р. — сприяв організації баскетбольної команди МКІ.
- 1977—1980 рр. — керував розробкою Правил будування і обґрунтування оптимального архітектурно-конструктивного типу судна-газовоза.
- 1978—1989 рр. — член редколегії всесоюзного науково-технічного і виробничого журналу «Судостроение».
- 1979 р. — завершено будівництво навчального блоку «А» головного корпусу інституту на пр. Героїв Сталінграда (зараз пр. Героїв України).
- 1979 р. — початок будівництва яхти «Ікар».
- 1979 р. — брав участь у роботі Міжнародного конгресу з суднових конструкцій у Парижі.
- 1981 р. — за успіхи в підготовці фахівців для народного господарства нагороджений орденом Трудового Червоного Прапора.
- 1982 р. — завершено будівництво навчального блоку «Б» головного корпусу інституту на пр. Героїв Сталінграда (зараз пр. Героїв України).
- 1982 р. — у видавництві «Судостроение» вийшов у світ новий підручник «Судовые устройства» авторського колективу під керівництвом професора М. М. Александрова.
- 1983 р. — вийшла в світ монографія «Безопасность человека на море» (Ленінград, «Судостроение»).
- 1984 р. — завершено будівництво навчального блоку «В» головного корпусу інституту на пр. Героїв Сталінграда (зараз пр. Героїв України).
- 1985 р. — завершено будівництво навчального блоку «Г» головного корпусу інституту на пр. Героїв Сталінграда (зараз пр. Героїв України).
- 1985 р. — завершено будівництво спортивного табору в с. Коблеве на березі Чорного моря.
- 1986 р. — затверджено спеціалізовану раду із захисту докторських дисертацій.
- 1986 р. — завершено будівництво яхти «Ікар».
- 1986 р. — за підготовку фахівців для народного господарства нагороджений орденом Жовтневої Революції.
- 1987 р. — видано довідник «Судовые устройства» (Ленінград, «Судостроение»).
- 1987 р. — завершено будівництво навчального блоку «Д» головного корпусу інституту на пр. Героїв Сталінграда (зараз пр. Героїв України).
- 1986—1987 рр. — брав участь у роботі Урядової комісії з розслідування причин загибелі пасажирського лайнера «Адмирал Нахимов».
- 1987—1988 рр. — керував розробкою Правил класифікації та побудови малотоннажних суден для Річкового Регістру СРСР.
- 1988 р. — завершено будівництво оздоровчої бази відпочинку «Акваторія» у м. Очаків.
- 1988—1991 рр. — голова робочої групи Ради Міністрів СРСР з безпеки на морі.
- 1989 р. — брав участь у роботі Міжнародної конференції з питань суднобудування в Афінах.
- 1990 р. — завершено переобладнання середнього чорноморського сейнера СЧС–150 в науково-дослідне судно «Дельта». Організація наукової експедиції на науково-дослідному судні МКІ «Дельта» за маршрутом: Миколаїв-Варна-Стамбул-Патри-Неаполь-Афіни-Стамбул-Миколаїв у рамках Всесоюзного науково-технічного проекту «Безопасность на море», Міжнародної науково-технічної конференції «STAB–90».
- 1990 р. — відкрито школу гардемаринів при МКІ.
- 1990 р. — брав участь в роботі Міжнародної конференції в Кобе (Японія) з безпеки на морі.
- 1991 р. — обраний академіком Академії інженерних наук України, за його ініціативою було організовано відділення морської техніки і морських технологій Академії інженерних наук України.
- 1991 р. — відкриті відділення МКІ у містах Київ і Керч.
- 1992 р. — нагороджений медаллю А. С. Макаренка за заслуги в галузі освіти і педагогічної науки.
- 1992 р. — присуджено почесне звання «Заслужений діяч науки і техніки України».
- 1992 р. — участь у Міжнародній виставці-ярмарку «Euro Fishing 92» і інших презентаціях систем «САДКО» і «LASCOS» діловим колам зарубіжних країн в Більбао.
- 1993 р. — перший рейс інститутського теплохода «Ольвія», призначеного для плавпрактики студентів.
- 1993 р. — створено науково-виробничу компанію «АМІСО» для розробки, виготовлення і широкого впровадження комп'ютерних систем «САДКО» і «LASCOS».
- 1993,15 лютого, Миколаїв — помер у своєму робочому кабінеті.

## Наукова діяльність
Приділяв велику увагу організації наукової праці та реорганізації навчання в МКІ, багато зробив для розвитку і будівництва інституту. За педагогічну діяльність був нагороджений медаллю Макаренка. 

Організував у МКІ раду із захисту докторських дисертацій, в якій головував. Працював над перетворенням МКІ у Морський технічний університет. Встановив міжнародні зв'язки МКІ в галузі вищої освіти. Академік Академії інженерних наук України (1991).

До кола наукових інтересів М. М. Александрова входили суднові пристрої, малотонажне кораблебудування та безпека на морі. Автор низки книг та монографій з цих питань. Список наукових праць М. М. Александрова перевищує 70 найменувань. Підготував 15 аспірантів. Автор низки винаходів.

## Громадська діяльність
Проводив велику громадську діяльність. Очолював організацію «Демократична платформа КПРС» у м. Миколаїв. Активно підтримував рух за чесність і перебудову. Очолював комісію з науки та народної освіти Миколаївської обласної ради народних депутатів.

## Вшанування пам'яті

Пам'ятний знак із скульптурним портретом М. М. Александрова, встановлений на будівлі Головного корпусу НУК ім. адм. Макарова

- У 1995 р. на будівлі Головного корпусу НУК ім. адм. Макарова (у 1994—2004 рр. УДМТУ) було встановлено пам'ятний знак із скульптурним портретом М. М. Александрова.
- У 1999 р. ім'я вченого надано великому морозильному рибопромисловому траулеру, побудованому на Чорноморському суднобудівному заводі (м. Миколаїв), «Профессор Александров».
- За великі заслуги перед містом депутати міської ради обрали його почесним громадянином Миколаєва посмертно.
- На будинку, в якому жив М. М. Александров, установлено меморіальну дошку.
- Ім'я М. М. Александрова з 2001 р. носить Морський ліцей у Миколаєві, в якому діє меморіальний музей професора Михайла Александрова.

## Праці
- Александров М. Н. Безопасность человека на море / М. Н. Александров. — Л. : Судостроение, 1983. — 208 с.
- Александров М. Н. Исследование условий работы якорных канатов: автореф. дис. … канд. техн. наук / М. Н. Александров ; ЛКИ. — Л., 1962. — 20 с.
- Александров М. Н. Судовые устройства: учебник / М. Н. Александров. — Л. : Судостроение, 1968. — 372 с.
- Судовые устройства: справочник / под ред. М. Н. Александрова. — Л. : Судостроение, 1987. — 656 с.
- Судовые устройства: учебник / М. Н. Александров, Ю. Д. Жуков, А. С. Симоненко, Ю. А. Смирнов ; под ред. М. Н. Александрова. — Л. : Судостроение, 1982. — 320 с.